# Manganokukisvumite
La manganokukisvumite è un minerale.